# Lecsó

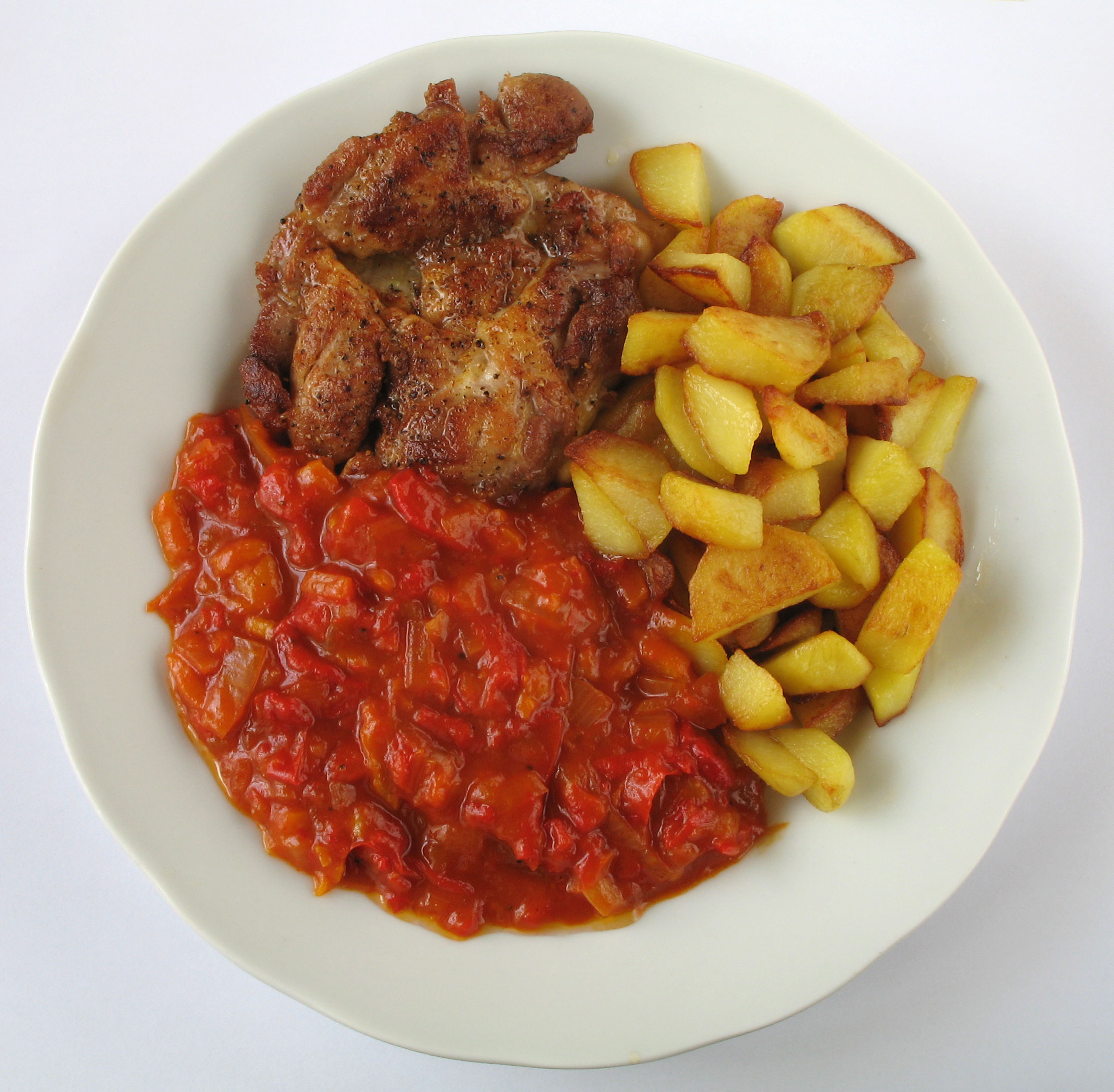
Lecsó med kött och potatis.

Lecsó är en ungersk grönsaksröra och kan sägas vara en ungersk motsvarighet till den franska ratatouillen. Huvudingredienserna är paprika, tomater, lök, salt, socker och paprikapulver. Andra kryddor kan vara vitlök, och ibland eventuellt en aning timjan, mejram eller svartpeppar. Man bryner lök med paprika (grön, röd eller vit ungersk paprika) och tillsätter skivade tomater. Vissa lecsóvarianter har potatis, ris, gröna tomater, vitlök, eller korvringar, typ Gyulai kolbász, bacon, wienerkorv, rökt fläsk eller dekorerad med kokta, skivade ägg. En variant är att man knäcker i ett rått ägg, som man sedan rör i rätten. Antingen äter man stuvningen med bröd eller med tarhonya, en ungersk pastasort som liknar storgrynig couscous. Man kan servera lecsó med gräddfil eller i pannkakor, genom att fylla tunna pannkakor med rätten. Varje region har sitt eget recept. I Szabolcs-Szatmár-Bereg brukar man t. ex. göra lecsó enbart på lök. Lecsón uppmärksammas med en egen festival i byn Zsámbok, som går av stapeln i augusti varje år.